# Przejście graniczne Czop-Záhony
Przejście graniczne Czop-Záhony (też Przejście graniczne Czop (Tysa)) - to międzynarodowe ukraińsko-węgierskie drogowe przejście graniczne, położone w rejonie użhorodzkim obwodu zakarpackiego.
Jest to całodobowe przejście przeznaczone dla ruchu osobowego, oraz towarowego, znajduje się w mieście Czop. Do przejścia dochodzą ukraińska droga M06 oraz węgierska droga nr 4.